# Acacia walkeri
Acacia walkeri är en ärtväxtart som beskrevs av Bruce R. Maslin. Acacia walkeri ingår i släktet akacior, och familjen ärtväxter. Inga underarter finns listade i Catalogue of Life.